# ترچ میر
تِرِچ میر، با ۷۷۰۸ م بلندترین قله رشته‌کوه هندوکش است. در استان شمال باختری پاکستان جای گرفته‌است. شهرک چیترال در دامنه آن جای دارد. با توجه به مرزی بودنش به آسانی از افغانستان نیز دیده می‌شود. بومیان آن را جایگاه جن و دیو و پری می‌دانند و صعود به آن را ناممکن. هر ساله شمار زیادی از گردشگران با سقوط در دره‌های ژرف آن جان می‌بازند. دهکده ترچ در مالکو نیز از آبادی‌های نزدیک می‌باشد.

## نام‌شناسی
در زبان وخی ترچ به معنی «تیره و تاریک» و میر به معنی «مرز» است که روی هم رفته به معنی  مرز تاریک است؛ چرا که این کوه دور از گذرگاه‌ها و دور از دسترس مردم است.